# Llista de pel·lícules de Walt Disney Animation Studios
Walt Disney Animation Studios és un estudi d'animació estatunidenc amb seu a Burbank, Califòrnia (Estats Units). Produeix llargmetratges d'animació i és propietat de The Walt Disney Company.
L'estudi ha creat 60 llargmetratges, començant per Blancaneu i els set nans (1937), un dels primers films d'animació i el primer realitzat als Estats Units; fins Encanto (2021), la seva producció més recent. Entre les seves pròximes estrenes figuren dues produccions encara sense títol per als anys 2022 i 2023.
Vint-i-vuit dels cinquanta-nou films produïts per l'estudi han estat doblats al català. La primera versió en català d'un "Clàssic Disney" no va arribar fins a l'any 1995, quan, trenta-quatre anys després de la seva data d'estrena als Estats Units, es va doblar 101 dàlmates (1961). Cal remarcar que el Clàssic més antic amb doblatge en català és Dumbo (1941). En aquest cas, la versió en català va ser creada l'any 1999, cinquanta-vuit anys després de la seva data d'estrena original. El lapse de temps considerable entre el llançament original d'aquests llargmetratges i la seva estrena en català s'emmarca en un context de recuperació de la identitat cultural i lingüística a Catalunya després de la fi de la dictadura franquista.

## Filmografia

### Pel·lícules estrenades
Aquesta llista inclou els films prodïts per Walt Disney Animation Studios.
| #  | Pel·lícula                             | Data d'estrena ·       | Director(s) | Escriptor(s) | Productor(s)                   | Doblatge en català ·         |
| -- | -------------------------------------- | ---------------------- | --- | --- | ------------------------------ | ---------------------------- |
| 1  | Snow White and the Seven Dwarfs        | 21 de desembre de 1937 | Director supervisor: David Hand Directors de seqüència: Billy Cottrell, Wilfred Jackson, Larry Morey, Perce Pearce i Ben Sharpsteen                                         | Història/Guió: Dorothy Ann Blank, Richard Creedon, Merrill De Maris, Otto Englander, Earl Hurd, Dick Rickard, Ted Sears i Webb Smith Basada en: Blancaneu dels Germans Grimm | Walt Disney                    | No                           |
| 2  | Pinocchio                              | 7 de febrer de 1940    | Directors supervisors: Hamilton Luske i Ben Sharpsteen Directors de seqüència: Norman Ferguson, Jack Kinney, Wilfred Jackson, T. Hee i Bill Roberts                         | Història/Guió: Aurelius Battaglia, Billy Cottrell, Otto Englander, Erdman Penner, Joseph Sabo, Ted Sears i Webb Smith Basada en: Les aventures de Pinotxo de Carlo Collodi | Walt Disney                    | No                           |
| 3  | Fantasia                               | 13 de novembre de 1940 | James Algar, Samuel Armstrong, Ford Beebe, Norm Ferguson, David Hand, Jim Handley, T. Hee, Wilfred Jackson, Hamilton Luske, Bill Roberts, Paul Satterfield & Ben Sharpsteen | Basada en: L'aprenent de bruixot de Johann Wolfgang von Goethe | Walt Disney                    | No                           |
| 4  | Dumbo                                  | 23 d'octubre de 1941   | Director supervisor: Ben Sharpsteen Directors de seqüència: Samuel Armstrong, Norman Ferguson, Wilfred Jackson, Jack Kinney i Bill Roberts                                  | Història/Guió: Otto Englander, Joe Grant i Dick Huemer Basada en: Dumbo, l'elefant volador de Helen Aberson i Harold Pearl | Walt Disney                    | 6 de gener de 2006 (TV3)     |
| 5  | Bambi                                  | 13 d'agost de 1942     | Director supervisor: David Hand Directors de seqüència: James Algar, Samuel Armstrong, Graham Heid, Bill Roberts, Paul Satterfield i Norman Wright                          | Història/Guió: Chuck Couch, Carl Fallberg, Larry Morey, Perce Pearce, Mel Shaw, Vernon Stallings i Ralph Wright Basada en: Bambi, una vida al bosc de Felix Salten | Walt Disney                    | No                           |
| 6  | Saludos Amigos                         | 6 de febrer de 1943    | Norm Ferguson, Wilfred Jackson, Jack Kinney, Hamilton Luske i Bill Roberts                                                                                                  | Història/Guió: Homer Brightman, Joe Grant, Dick Huemer, Harold Reeves, Roy Williams i Ralph Wright | Walt Disney                    | No                           |
| 7  | The Three Caballeros                   | 3 de febrer de 1945    | Director supervisor: Norm Ferguson Directors de seqüència: Clyde Geronimi, Jack Kinney, Bill Roberts i Harold Young                                                         | Història/Guió: James Bodrero, Homer Brightman, Del Connell, Billy Cottrell, Bill Peet, Elmer Plummer, Ted Sears, Ernest Terrazas, Roy Williams i Ralph Wright | Walt Disney                    | No                           |
| 8  | Make Mine Music                        | 20 d'abril de 1946     | Clyde Geronimi, Jack Kinney, Hamilton Luske i Joshua Meador | Història/Guió: James Bodrero, Homer Brightman, Erwin Graham, Eric Gurney, T. Hee, Sylvia Holland, Dick Huemer, Dick Kelsey, Dick Kinney, Jesse Marsh, Tom Oreb, Cap Palmer, Erdman Penner, Dick Shaw, John Walbridge i Roy Williams Basada en: Casey al bat d'Ernest Thayer i Pere i el llop de Serguei Prokófiev | Walt Disney                    | No                           |
| 9  | Fun and Fancy Free                     | 27 de setembre de 1947 | Jack Kinney, Hamilton Luske, William Morgan i Bill Roberts | Història/Guió: Homer Brightman, Eldon Dedini, Lance Nolley, Tom Oreb, Harry Reeves i Ted Sears Basada en: L'osset Bongo de Sinclair Lewis i En Jack i la mongetera màgica de Benjamin Tabart | Walt Disney                    | No                           |
| 10 | Melody Time                            | 27 de maig de 1948     | Clyde Geronimi, Wilfred Jackson, Jack Kinney i Hamilton Luske | Història/Guió: Ken Anderson, Homer Brightman, Billy Cottrell, Winston Hibler, Jesse Marsh, Bob Moore, Erdman Penner, Harry Reeves, Joe Rinaldi, Ted Sears, Art Scott i John Walbridge Basada en: Johnny Appleseed, Petit Toot de Hardie Gramatky, Arbres de Joyce Kilmer i Pecos Bill | Walt Disney                    | No                           |
| 11 | The Adventures of Ichabod and Mr. Toad | 5 d'octubre de 1949    | James Algar, Clyde Geronimi i Jack Kinney | Història/Guió: Homer Brightman, Winston Hibler, Erdman Penner, Harry Reeves, Joe Rinaldi i Ted Sears Basada en: El vent entre els salzes de Kenneth Grahame i La llegenda de Sleepy Hollow de Washington Irving | Walt Disney                    | No                           |
| 12 | Cinderella                             | 15 de febrer de 1950   | Clyde Geronimi, Wilfred Jackson i Hamilton Luske | Història/Guió: Ken Anderson, Homer Brightman, Winston Hibler, Bill Peet, Erdman Penner, Harry Reeves, Joe Rinaldi i Ted Sears Basada en: La Ventafocs de Charles Perrault | Walt Disney                    | No                           |
| 13 | Alice in Wonderland                    | 28 de juliol de 1951   | Clyde Geronimi, Wilfred Jackson i Hamilton Luske | Història/Guió: Milt Banta, Del Connell, Billy Cottrell, Joe Grant, Winston Hibler, Dick Huemer, Dick Kelsey, Tom Oreb, Bill Peet, Erdman Penner, Joe Rinaldi, Ted Sears i John Walbridge Basada en: Alícia en terra de meravelles de Lewis Carroll | Walt Disney                    | No                           |
| 14 | Peter Pan                              | 5 de febrer de 1953    | Clyde Geronimi, Wilfred Jackson i Hamilton Luske | Història/Guió: Milt Banta, Billy Cottrell, Winston Hibler, Bill Peet, Erdman Penner, Joe Rinaldi, Ted Sears i Ralph Wright Basada en: Peter Pan de James Matthew Barrie | Walt Disney                    | No                           |
| 15 | Lady and the Tramp                     | 22 de juny de 1955     | Clyde Geronimi, Wilfred Jackson i Hamilton Luske | Història/Guió: Don DaGradi, Erdman Penner, Joe Rinaldi i Ralph Wright Basada en: Feliç Dan, el gos cínic de Ward Greene | Walt Disney                    | No                           |
| 16 | Sleeping Beauty                        | 29 de gener de 1959    | Director supervisor: Clyde Geronimi Directors de seqüència: Les Clark, Eric Larson i Wolfgang Reitherman                                                                    | Història/Guió: Milt Banta, Winston Hibler, Bill Peet, Erdman Penner, Joe Rinaldi, Ted Sears i Ralph Wright Basada en: La bella dorment de Charles Perrault i Englantina dels Germans Grimm | Walt Disney                    | No                           |
| 17 | 101 dàlmates                           | 25 de gener de 1961    | Clyde Geronimi, Hamilton Luske & Wolfgang Reitherman | Història/Guió: Bill Peet Basada en: 101 dàlmates de Dodie Smith | Walt Disney                    | 31 de març de 1995           |
| 18 | The Sword in the Stone                 | 25 de desembre de 1963 | Wolfgang Reitherman | Història/Guió: Bill Peet Basada en: The Sword in the Stone de T. H. White | Walt Disney                    | No                           |
| 19 | The Jungle Book                        | 18 d'octubre de 1967   | Wolfgang Reitherman | Història/Guió: Ken Anderson, Larry Clemmons, Vance Gerry i Ralph Wright Inspirada en: El llibre de la selva de Rudyard Kipling | Walt Disney                    | No                           |
| 20 | The Aristocats                         | 24 de desembre de 1970 | Wolfgang Reitherman | Història/Guió: Ken Anderson, Larry Clemmons, Eric Cleworth, Vance Gerry, Julius Svendsen, Frank Thomas i Ralph Wright Basada en: L'origen secret dels Aristogats de Tom McGowan i Tom Rowe | Winston Hibler i Reitherman    | No                           |
| 21 | Robin Hood                             | 8 de novembre de 1973  | Wolfgang Reitherman | Història/Guió: Ken Anderson, Larry Clemmons, Eric Cleworth, Vance Gerry, Dave Michener, Julius Svendsen & Frank Thomas Basada en: Robin Hood | Reitherman                     | 2003                         |
| 22 | The Many Adventures of Winnie the Pooh | 11 de març de 1977     | John Lounsbery i Wolfgang Reitherman | Història/Guió: Ken Anderson, X Atencio, Ted Berman, Larry Clemmons, Eric Cleworth, Vance Gerry, Winston Hibler, Julius Svendsen i Ralph Wright Basada en: Winnie-the-Pooh d'A.A. Milne | Reitherman                     | No                           |
| 23 | Els rescatadors                        | 22 de juny de 1977     | John Lounsbery, Wolfgang Reitherman i Art Stevens | Història/Guió: Ken Anderson, Ted Berman, Larry Clemmons, Vance Gerry, Fred Lucky, Burny Mattinson, David Michener, Dick Sebast i Frank Thomas Basada en: Els rescatadors de Margery Sharp | Reitherman and Ron W. Miller   | 27 de desembre de 2005 (TV3) |
| 24 | The Fox and the Hound                  | 10 de juliol de 1981   | Ted Berman, Richard Rich i Art Stevens | Història/Guió: Berman, Larry Clemmons, Vance Gerry, Steve Hulett, Earl Kress, Burny Mattinson, David Michener i Peter Young Basada en: La guineu i el rastrejador de Daniel P. Mannix | Reitherman i Stevens           | No                           |
| 25 | Taran i la caldera màgica              | 24 de juliol de 1985   | Ted Berman i Richard Rich | Història/Guió: Berman, Vance Gerry, Joe Hale, David Jonas, Roy Morita, Rich, Art Stevens, Al Wilson i Peter Young Basada en: Les cròniques de Prydain de Lloyd Alexander | Hale                           | 2 de gener de 2006 (TV3)     |
| 26 | Bàsil, el ratolí detectiu              | 2 de juliol de 1986    | Ron Clements, Burny Mattinson, David Michener i John Musker | Història/Guió: Clements, Vance Gerry, Steve Hulett, Mattinson, Michener, Bruce M. Morris, Musker, Matthew O'Callaghan, Melvin Shaw i Peter Young Basada en: Basil, el ratolí superdetectiu d'Eve Titus | Mattinson                      | 4 de gener de 2006 (TV3)     |
| 27 | Oliver i companyia                     | 18 de novembre de 1988 | George Scribner | Història: Roger Allers, Chris Bailey, Michael Cedeno, Mike Gabriel, Vance Gerry, Leon Joosen, Kevin Lima, David Michener, Jim Mitchell, Joe Ranft, Gary Trousdale, Kirk Wise i Peter Young Guió: Jim Cox, Timothy J. Disney i James Mangold Inspirada en: Oliver Twist de Charles Dickens | Kathleen Gavin                 | 29 de desembre de 2005 (TV3) |
| 28 | The Little Mermaid                     | 17 de novembre de 1989 | Ron Clements i John Musker | Història/Guió: Clements i Musker Basada en: La Sireneta de Hans Christian Andersen | Howard Ashman i Musker         | No                           |
| 29 | The Rescuers Down Under                | 16 de novembre de 1990 | Hendel Butoy i Mike Gabriel | Història: Joe Ranft Guió: Jim Cox, Karey Kirkpatrick, Ranft i Byron Simpson | Thomas Schumacher              | No                           |
| 30 | Beauty and the Beast                   | 22 de novembre de 1991 | Gary Trousdale i Kirk Wise | Història: Roger Allers, Kelly Asbury, Brenda Chapman, Tom Ellery, Kevin Harkey, Robert Lence, Burny Mattinson, Brian Pimental, Joe Ranft, Chris Sanders i Bruce Woodside Guió: Linda Woolverton Basada en: La bella i la bèstia de Jeanne-Marie Leprince de Beaumont | Don Hahn                       | No                           |
| 31 | Aladdin                                | 25 de novembre de 1992 | Ron Clements i John Musker | Història: Roger Allers, James Fujii, Francis Glebas, Ed Gombert, Kirk Hanson, Kevin Harkey, Daan Jippes, Larry Leker, Kevin Lima, Burny Mattinson, Sue C. Nichols, Brian Pimental, Rebecca Rees, Darrell Rooney, Chris Sanders, David S. Smith i Patrick A. Ventura Guió: Clements, Ted Elliott, Musker i Terry Rossio Basada en: Aladí i la llàntia meravellosa                                                              | Clements i Musker              | No                           |
| 32 | The Lion King                          | 24 de juny de 1994     | Roger Allers i Rob Minkoff | Història: Jim Capobianco, Brenda Chapman, Lorna Cook, Thom Enriquez, Andy Gaskill, Francis Glebas, Ed Gombert, Kevin Harkey, Barry Johnson, Mark Kausler, Jorgen Klubien, Larry Leker, Rick Maki, Burny Mattinson, Joe Ranft, Chris Sanders, Tom Sito i Gary Trousdale Guió: Irene Mecchi, Jonathan Roberts i Linda Woolverton Inspirada en: Hamlet de William Shakespeare                                                    | Hahn                           | No                           |
| 33 | Pocahontas                             | 23 de juny de 1995     | Mike Gabriel i Eric Goldberg | Història: Chris Buck, Rob Gibbs, Francis Glebas, Ed Gombert, Joe Grant, Kaan Kalyon, Glen Keane, Todd Kurosawa, Duncan Marjoribanks, Burny Mattinson, Bruce Morris, Tom Sito i Ralph Zondag Guió: Carl Binder, Susannah Grant i Philip LaZebnik Inspirada en: Pocahontas | James Pentecost                | No                           |
| 34 | El geperut de Notre Dame               | 21 de juny de 1996     | Gary Trousdale i Kirk Wise | Història: Christine Blum, Geefwee Boedoe, Gaftan, Paul Brizzi, Jim Capobianco, Brenda Chapman, Will Finn, James Funi, Francis Glebas, Edward Gombert, Kirk Hanson, Kevin Harkey, Burny Mattinson, Tab Murphy, Sue C. Nichols, Floyd Norman, Denis Rich, John Sanford, Jeff Snow i Kelly Wightman Guió: Irene Mecchi, Murphy, Jonathan Roberts, Bob Tzudiker i Noni White Basada en: Nostra Senyora de París de Victor Hugo    | Hahn                           | 22 de novembre de 1996       |
| 35 | Hèrcules                               | 27 de juny de 1997     | Ron Clements i John Musker | Història: Randy Cartwright, Don Dougherty, Thom Enriquez, Vance Gerry, Francis Glebas, Kirk Hanson, Barry Johnson, Kaan Kalyon, Mark Kennedy, Tamara Lusher, Bruce Morris, John Ramirez, Jeff Snow i Kelly Wightman Guió: Clements, Donald McEnery, Irene Mecchi, Musker i Bob Shaw Basada en: Hèrcules | Clements, Alice Dewey i Musker | 21 de novembre de 1997       |
| 36 | Mulan                                  | 19 de juny de 1998     | Tony Bancroft i Barry Cook | Història: Julius Aguimatang, Lorna Cook, Dean DeBlois, Thom Enriquez, Ed Gombert, Joe Grant, Tim Hodge, Barry Johnson, Burny Mattinson, Floyd Norman, Chris Sanders, John Sanford i Chris Williams Guió: Eugenia Bostwick-Singer, Rita Hsiao, Philip LaZebnik, Sanders i Raymond Singer Basada en: Hua Mulan | Pam Coats                      | 20 de novembre de 1998       |
| 37 | Tarzan                                 | 18 de juny de 1999     | Chris Buck i Kevin Lima | Història: Stephen J. Anderson, Gaëtan, Paul Brizzi, Don Dougherty, Ed Gombert, Don Hall, Kevin Harkey, Randy Haycock, Carole Holliday, Glen Keane, Mark Kennedy, Burny Mattinson, Frank Nissen, John Norton, Brian Pimental, John Ramirez, Jeff Snow, Michael Surrey, Chris Ure, Mark Walton, Stevie Wermers i Kelly Wightman Guió: Tab Murphy, Bob Tzudiker i Noni White Basada en: Tarzan dels simis d'Edgar Rice Burroughs | Bonnie Arnold                  | 26 de novembre de 1999       |
| 38 | Fantasia 2000                          | 1 de gener del 2000    | James Algar, Gaëtan, Paul Brizzi, Hendel Butoy, Francis Glebas, Eric Goldberg, Don Hahn i Pixote Hunt                                                                       | Basada en: El soldadet de plom de Hans Christian Andersen | Donald W. Ernst                | No                           |
| 39 | Dinosaure                              | 19 de maig del 2000    | Eric Leighton i Ralph Zondag | Història: Thom Enriquez, John Harrison, Robert Nelson Jacobs i Zondag Guió: Harrison i Jacobs | Pam Marsden                    | 24 de novembre de 2000       |
| 40 | L'emperador i les seves bogeries       | 15 de desembre de 2000 | Mark Dindal | Història: Dindal i Chris Williams Guió: David Reynolds | Randy Fullmer                  | 22 de juny de 2001           |
| 41 | Atlantis: L'imperi perdut              | 15 de juny de 2001     | Gary Trousdale i Kirk Wise | Història: Tab Murphy, Trousdale, Joss Whedon, Wise, Bryce i Jackie Zabel Guió: Murphy Basada en: Atlàntida | Hahn                           | 23 de novembre de 2001       |
| 42 | Lilo & Stitch                          | 21 de juny de 2002     | Dean DeBlois i Chris Sanders | Història/Guió: DeBlois i Sanders Basada en: un llibre infantil inèdit de Sanders | Clark Spencer                  | 5 de juliol de 2002          |
| 43 | El planeta del tresor                  | 27 de novembre de 2002 | Ron Clements i John Musker | Història: Clements, Ted Elliott, Musker i Terry Rossio Guió: Clements, Rob Edwards i Musker Basada en: L'illa del tresor de Robert Louis Stevenson | Clements, Roy Conli i Musker   | 5 de desembre de 2002        |
| 44 | Germà ós                               | 1 de novembre de 2003  | Aaron Blaise i Robert Walker | Història: Kevin Deters, Thom Enriquez, Kevin Harkey, Broose Johnson, John Norton i John Puglisi, Stevie Wermers i Woody Woodman Guió: Steve Bencich, Lorne Cameron, Ron J. Friedman, David Hoselton i Tab Murphy | Igor Khait i Chuck Williams    | 26 de març de 2004           |
| 45 | Home on the Range                      | 2 d'abril de 2004      | Will Finn i John Sanford | Història: Finn, Mark Kennedy, Michael LaBash, Robert Lence, Sam Levine i Sanford Guió: Finn i Sanford | Dewey                          | No                           |
| 46 | Chicken Little                         | 4 de novembre de 2005  | Mark Dindal | Història: Dindal i Mark Kennedy Guió: Ron Anderson, Steve Bencich i Ron J. Friedman Inspirada en: Henny Penny | Randy Fullmer                  | 18 de novembre de 2005       |
| 47 | Descobrint els Robinsons               | 30 de març de 2007     | Stephen J. Anderson | Guió: Anderson, Jon A. Bernstein, Nathan Greno, Hall, Joe Mateo, Aurian Redson i Michelle Spritz Basada en: Un dia amb Wilbur Robinson de William Joyce | Dorothy McKim                  | 30 de març de 2007           |
| 48 | Bolt                                   | 21 de novembre de 2008 | Byron Howard i Chris Williams | Guió: Dan Fogelman i Williams | Spencer                        | 5 de desembre de 2008        |
| 49 | The Princess and the Frog              | 11 de desembre de 2009 | Ron Clements i John Musker | Història: Clements, Greg Erb, Musker i Jason Oremland Guió: Clements, Rob Edwards i Musker Inspirada en: La princesa granota d'E. D. Baker | Peter Del Vecho                | No                           |
| 50 | Tangled                                | 24 de novembre de 2010 | Nathan Greno i Byron Howard | Guió: Dan Fogelman Basada en: Repunxó dels Germans Grimm | Roy Conli                      | No                           |
| 51 | Winnie the Pooh                        | 15 de juliol de 2011   | Stephen J. Anderson i Don Hall | Història/Guió: Anderson, Clio Chiang, Don Dougherty, Hall, Kendelle Hoyer, Brian Kesinger, Nicole Mitchell i Jeremy Spears Basada en: Winnie-the-Pooh d'A.A. Milne | Del Vecho i Spencer            | No                           |
| 52 | En Ralph, el destructor                | 2 de novembre de 2012  | Rich Moore | Història: Phil Johnston, Moore i Jim Reardon Guió: Johnston i Jennifer Lee | Spencer                        | 25 de desembre de 2012       |
| 53 | Frozen: El regne del gel               | 27 de novembre de 2013 | Chris Buck i Jennifer Lee | Història: Buck, Lee i Shane Morris Guió: Lee Inspirada en: La reina de les neus de Hans Christian Andersen | Del Vecho                      | 29 de novembre de 2013       |
| 54 | Big Hero 6                             | 7 de novembre de 2014  | Don Hall i Chris Williams | Guió: Robert L. Baird, Dan Gerson i Jordan Roberts Basada en: Big Hero 6 de Man of Action | Conli i Kristina Reed          | 19 de desembre de 2014       |
| 55 | Zootròpolis                            | 4 de març de 2016      | Byron Howard i Rich Moore | Història: Jared Bush, Phil Johnston, Howard, Jennifer Lee, Moore, Jim Reardon i Josie Trinidad Guió: Bush i Johnston | Spencer                        | 12 de febrer de 2016         |
| 56 | Vaiana                                 | 23 de novembre de 2016 | Ron Clements i John Musker | Història: Clements, Don Hall, Aaron, Jordan Kandell, Musker, Pamela Ribon i Chris Williams Guió: Jared Bush Inspirada en: Maui | Osnat Shurer                   | 2 de desembre de 2016        |
| 57 | En Ralph destrueix internet            | 21 de novembre de 2018 | Phil Johnston i Rich Moore | Història: Johnston, Moore, Jim Reardon, Pamela Ribon i Josie Trinidad Guió: Johnston i Ribon | Spencer                        | 5 de desembre de 2018        |
| 58 | Frozen II                              | 22 de novembre de 2019 | Chris Buck i Jennifer Lee | Història: Kristen Anderson-Lopez, Buck, Lee, Robert Lopez i Marc E. Smith Guió: Lee Inspirada en: La reina de les neus de Hans Christian Andersen | Del Vecho                      | 22 de novembre de 2019       |
| 59 | Raya i l'últim drac                    | 5 de març de 2021      | Don Hall i Carlos López Estrada | Guió: Adele Lim i Qui Nguyen | Del Vecho i Shurer             | 5 de març de 2021            |
| 60 | Encanto                                | 24 de novembre de 2021 | Byron Howard i Jared Bush | Història: Bush, Charise Castro Smith, Howard, Jason Hand, Nancy Kruse i Lin-Manuel Miranda Guió: Bush i Charise Castro Smith | Clark Spencer Yvett Merino     | No                           |

1. ↑  La versió en català de Dumbo es va fer l'any 1999, però el film mai va arribar a les sales catalanes. No va ser fins al 2006 quan TV3 va emetre el doblatge català inèdit.
2. ↑  Aquest doblatge va ser creat per a l'edició VHS de la pel·lícula.
3. ↑  Els Rescatadors va ser emesa amb les cançons en VO subtitulada.
4. ↑  Oliver i Companyia va ser emesa amb les cançons en VO subtitulada.

### Pròximes pel·lícules
| #  | Pel·lícula                   | Data d'estrena ·       | Director(s)          | Escriptor(s)     | Productor(s)  | Doblatge en català · |
| -- | ---------------------------- | ---------------------- | -------------------- | ---------------- | ------------- | -------------------- |
| 61 | Un món estrany               | 23 de novembre de 2022 | Don Hall             | Guió: Qui Nguyen | Roy Conli     | Sí                   |
| 62 | Wish: el poder dels desitjos | 22 de novembre de 2023 | Carlos López Estrada | Per confirmar    | Per confirmar | Sí                   |

## Produccions relacionades
| Títol                           | Data d'estrena ·       | Estudi                  | Doblatge en català ·          |
| ------------------------------- | ---------------------- | ----------------------- | ----------------------------- |
| The Reluctant Dragon            | 20 de juny de 1941     | Walt Disney Productions | No                            |
| Victory Through Air Power       | 17 de juliol de 1943   | Walt Disney Productions | No                            |
| Song of the South               | 12 de novembre de 1946 | Walt Disney Productions | No                            |
| So Dear to My Heart             | 29 de novembre de 1948 | Walt Disney Productions | No                            |
| Mary Poppins                    | 27 d'agost de 1964     | Walt Disney Productions | 24 de desembre de 2005 (TV3)  |
| L'aprenenta de bruixa           | 7 d'octubre de 1971    | Walt Disney Productions | 4 de gener de 2006 (TV3)      |
| Pete's Dragon                   | 3 de novembre de 1977  | Walt Disney Productions | No                            |
| Qui ha enredat en Roger Rabbit? | 22 de juny de 1988     | Amblin Entertainment    | 3 de febrer del 2002 (TV3)    |
| Malson abans de Nadal           | 29 d'octubre de 1993   | Skellington Productions | 24 de desembre del 2005 (TV3) |
| A Goofy Movie                   | 7 d'abril de 1995      | DisneyToon Studios      | No                            |
| James and the Giant Peach       | 12 d'abril de 1996     | Skellington Productions | No                            |
| Enchanted                       | 21 de novembre de 2007 | Walt Disney Pictures    | No                            |
| Saving Mr. Banks                | 13 de desembre de 2013 | Walt Disney Pictures    | No                            |
| Mary Poppins Returns            | 19 de desembre de 2018 | Walt Disney Pictures    |                               |

### Premis Oscars
Les pel·lícules nominades als Premis Oscar de Disney van ser sol La Blancaneu i els set nans (pel·lícula), Pinotxo (pel·lícula de 1940), Dumbo (pel·lícula de 1941), Fantasia (pel·lícula), La Sireneta (pel·lícula de 1989), La bella i la bèstia (pel·lícula de 1991), Aladdin (pel·lícula de 1992), The Lion King (pel·lícula de 1994), Pocahontas (pel·lícula), Tarzan (pel·lícula de 1999), Frozen: El regne del gel, Big Hero 6 (pel·lícula) i Zootròpolis. les de combinacions reals només per efectes especials i música Mary Poppins, L'aprenenta de bruixa i Qui ha enredat en Roger Rabbit?. Tambe molts curts de Silly Symphonies van ser guanyadors de l'Oscar al millor curtmetratge com Three Little Pigs i The Ugly Duckling.
Sense oblidar-nos de les joies de pixar nominades a l'oscar com Toy Story, Monsters, Inc., Buscant en Nemo, Els increïbles, Ratatouille (pel·lícula), WALL·E, Up (pel·lícula de 2009), Toy Story 3, Brave (Indomable), Del revés, Coco (pel·lícula de 2017), Toy Story 4 i Soul (pel·lícula). Tambe cuts de Pixar van comença a nomina Geri's Game en el 1997.